# ジェームス・ズムワルト
ジェームス・ピーター・ズムワルト（英語：James Peter Zumwalt、1956年 - ）は、アメリカ合衆国の外交官。学位は国際安全保障学修士（国防大学・1998年）。国務省次官補代理（東アジア・太平洋担当）。
国務省東アジア・太平洋局日本部部長、駐日アメリカ合衆国大使館首席公使、駐日アメリカ合衆国臨時代理大使などを歴任した。

## 概要

### 生い立ち
1956年海兵隊所属の軍人であるドイツ系の父とスイス人（ドイツ人）の母との間に生まれ、カリフォルニア州エルカホンにて育った。高校生時代にAFS交換留学生に選抜され、日本の駒場東邦高等学校に留学した。
カリフォルニア大学バークレー校にて学び、1979年にアメリカ史と日本語の学士号を取得した。また、東京外国語大学や国際基督教大学にて、日本語を一時学んでいた。なお、1998年に国防大学より国際安全保障学の修士号を取得している。

### 官界での活動
国務省に入省し、外交官として活動した。外交分野の中でも主として経済・通商畑でキャリアを重ねており、在ザイール大使館の経済担当官や、在中華人民共和国大使館の経済担当公使参事官、駐日大使館の経済担当官、経済担当参事官、経済担当公使などを歴任し、国務省経済・通商局での勤務経験も持つ。
地域的にはアジアを専門とし、特に東アジア各国に対する知見を有する。前述のとおり在中華人民共和国大使館や駐日大使館での豊富な駐在経験を持ち、国務省の本省でも東アジア・太平洋局のフィリピン部、韓国部、局長室などで勤務していた。
これらの経験から、一時、通商代表部に出向しており、日本・中国課で勤務していた。

### ブッシュ政権
2006年、ブッシュ政権にて、国務省東アジア・太平洋局日本部の部長に抜擢された。以来、国務長官のコンドリーザ・ライスの下で、対日政策の取り纏めに奔走する。2008年からは、駐日大使館の首席公使として日本に赴任した。ジョージ・W・ブッシュの大統領任期満了にともない、ジョン・トーマス・シーファーが駐日アメリカ合衆国大使を退任したため、ズムワルトが2009年1月15日に臨時代理大使に昇任した。

### オバマ政権
ジョージ・W・ブッシュの後任としてバラク・オバマが大統領に就任したが、駐日大使の人事はなかなか発令されなかったため、その間はズムワルトが臨時代理大使として駐日大使館を率いた。その後、オバマは駐日大使にジョン・ルースを充てる人事を発表した。ルースが皇居に参内し信任状捧呈式が行われたため、それにともないズムワルトは臨時代理大使を2009年8月20日に退任した。退任後は駐日大使館にて再び首席公使に戻った。2011年の東北地方太平洋沖地震に際しては、首席公使として対応にあたった。同年末、首席公使を退任し、ジョセフ・ドノヴァンの後任として国務省の次官補代理（東アジア・太平洋担当）に就任した。在日米軍の再編・基地返還交渉などにも携わっており、外務省北米局参事官の秋葉剛男、防衛省防衛政策局次長の黒江哲郎らとの協議にて、空軍嘉手納飛行場以南の軍事施設を先行返還することで合意している。

## 政策

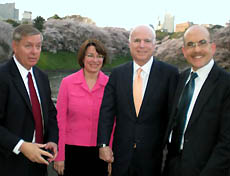
2009年、東京都千代田区にて連邦上院議員のリンゼイ・グラハム（左から1人目）、エイミー・クロブッチャー（左から2人目）、ジョン・マケイン（右から2人目）と

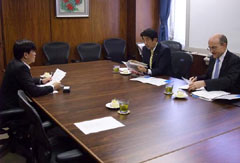
2009年6月20日、東京都にて衆議院議員安倍晋三（右から2人目）と

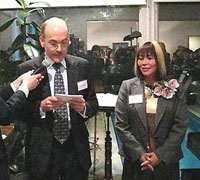
2009年3月、東京都にてプロップ・ステーション理事長竹中ナミ（右）と

年次改革要望書
駐日大使館の経済担当官や経済担当参事官、さらには、経済担当公使を務めた経歴から、アメリカの対日通商・経済政策に深くかかわってきた人物として知られている。小林興起はズムワルトについて「『年次改革要望書』を日本に突きつけ、さらにその達成 (achievement) を強く求めている張本人 (key person) の1人」と名指しで指摘している。
ただ、ズムワルト自身は、日本の内閣がアメリカの年次改革要望書の言いなりだとする指摘には、否定的である。
2006年4月、小林との対談の席上、ズムワルトは、日本の経済成長はアメリカにも利益を齎すと説明し、日本経済低迷の一因は規制の多さにあるため、その撤廃を年次改革要望書で求めているだけだと述べている。アメリカはあくまで「日本のしたいことを応援するスタンス」であり「小泉さんが考えていることの応援のつもりというのが基本的なスタンス」だとしている。そのうえで、年次改革要望書とは「日本の成長が最大の目標」であると説明し、日米の利害が激しく対立した日米構造協議などとは全く事情が異なると主張している。
郵政民営化
ズムワルトは「私たちは最初、民営化するようになどとは言っていない」と述べており、小泉政権の郵政民営化はアメリカからの要求に基づくものではないとしている。また、ズムワルトは日本郵政公社と他の金融機関とを比較し、税金の有無、監督官庁、政府保証の有無、といった点に違いがあり、不公平だと指摘している。
2004年11月22日に開催された内閣府規制改革・民間開放会議の本会議では、駐日大使ハワード・H・ベーカー・ジュニアの名代として出席し、郵政民営化の推進を訴えている。このなかで、ズムワルトは「日本郵政公社が持つ優位性の完全撤廃」を要求している。そのうえで、日本郵政公社が四分社化されたのち、各社間で相互補完することで新たな参入障壁が生まれないよう、厳格な対応を求めている。
また、小林興起から、郵政民営化について竹中平蔵がアメリカと18回協議した際、そのうち5回にアメリカの金融機関の代表者らが同席した理由を聞かれると、ズムワルトは「日本の政府に言われてアドバイスした」だけであると説明し、日本では外資の新しい金融商品に対する需要が高まっている点が背景にあると指摘した。
なお、小林は、1995年11月21日の時点でアメリカは郵政民営化の要望を既に提示していると指摘している。
規制緩和
日本におけるさまざまな規制についても、緩和するよう積極的にはたらきかけている。
2004年11月に開催された内閣府規制改革・民間開放会議の本会議では、パブリックコメント制度と法令適用事前確認手続制度をさらに強化することで、日本の立法・行政の透明性の向上を実現するよう訴えている。
また、医療分野については、営利目的病院の解禁、医療サービスの外部委託の拡大、医療関連の構造改革特区制度の拡充、混合診療の拡大などを求めている。

## 人物

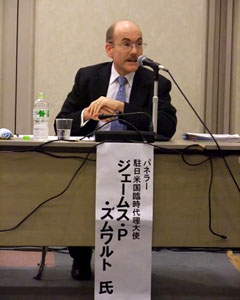
2009年6月20日、東京都にて

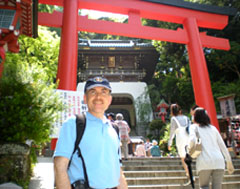
2009年、江島神社にて

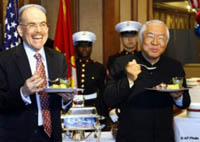
2009年7月2日、東京都にて服部学園理事長服部幸應（右）と

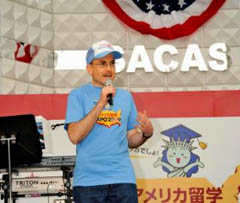
2009年5月16日、赤坂サカスにて

氏名
氏名の英語表記は「James P. Zumwalt」である。日本語の場合、「Zumwalt class destroyer」を「ズムウォルト級ミサイル駆逐艦」と表記するなど、「Zumwalt」姓を「ズムウォルト」と表記することが多い。しかし、駐日大使館の公式サイトでは、「Zumwalt」姓を「ズムワルト」と表記している。同様に、内閣府の公式サイトでも「ズムワルト」と表記している。また、駐中国大使館に経済担当公使参事官として勤務のときは、「祖志明」（ズ・ヂーミン）という中国語名前を付けたこともある。
人柄
新党日本代表代行だった小林興起が、年次改革要望書について駐日大使館に質問状を送付した際は、小林を大使館に招き、ズムワルトが公使として自ら質疑に応じた。その対談後、小林はズムワルトについて、温厚で紳士的な人物だったと評している。
また、内閣府規制改革・民間開放推進会議議長を務めた宮内義彦は、同会議の本会議にて「いつも大変当会議をバックアップをしていただいております」と発言し、ズムワルトに対し感謝の念を表している。
趣味
日本での在住期間が長いことから、日本文化への関心も高く、それらに関する趣味も豊富である。
1973年に大相撲を観て以来の好角家である。駐日大使館に在勤した際は、数時間休みを取得して國技館に赴き、取組を観戦するほどである。学生時代は三代目高見山大五郎のファンだった。
また、神社仏閣巡りも頻繁に行っている。好きな神社として東京都港区の氷川神社を挙げており、ジョギングがてらよく立ち寄って参拝している。また、三重県伊勢市を訪問し、神道で神社の最高峰と位置づけられる伊勢神宮にも参拝している。寺院としては、岩手県西磐井郡平泉町の中尊寺などを訪れている。
嗜好
日本に滞在している際は、日本食も好んで食べている。
高校生のとき、日本で初めてかき氷を食べ、そのおいしさに惹かれ、それ以来ズムワルトの好物の一つとなった。また、鮨も好物の一つである。高校時代に日本で初めて鮨屋を訪れた際は、魚介類を加熱せずに生で食べるという習慣に怯えたものの、赤身、いくら、鯖、ヒラメなどが気に入り、平気で食べられるようになった。その後、大学生として再来日した際は、値段が高いので鮨屋に行くのを我慢していた。しかし、日本人の友人から回転寿司の存在を聞き、それから足繁く通うようになった。
留学
駒場東邦高等学校に留学していたころは、神奈川県横浜市に住んでいた。留学当時は日本語は得意ではなく、世界史の授業では教師の話す内容が人名を除けばほとんど理解できなかったという。その後、日本語の習得に力を入れた。
東京外国語大学大学院に通っていたころは、大塚駅近辺に住んでおり、都電荒川線を利用して通学していた。
語学
外交官として日本に何度も在勤したことがあり、国務省では知日派の一人として目されている。日本での勤務経験が豊富なことから、現在ではひじょうに流暢に日本語を話す。また、中国語やフランス語も話すことができ、語学に堪能である。日本で街を歩いていると日本人から"Can I help you?"と声を掛けられることがあるが、その際は折角の心遣いを無にしないため、あえて身分を伏せ日本語に不慣れな外国人観光客を演じて道を尋ね、教えてもらった後に丁寧に礼を述べる。
ブログ
駐日アメリカ合衆国大使館首席公使を務めていた際、日々の活動を綴った公式ブログを開設したが、トップページにはズムワルトの頭部を7つ並べた上に「Z Notes」と題したロゴを配するなど、個性的なデザインとなっている。なお、このブログには日本語版も存在する。首席公使退任時には「在日米国大使館のウェブサイトには過去のブログを残しておきます」との意向を表明し、離任後も大使館の公式サイト上にそのまま掲載されている。

## 家族
父は海兵隊に所属する軍人であり、第二次世界大戦中はノースカロライナ州で上陸訓練を繰り返したのちにダウンフォール作戦に参戦するよう命じられたが、太平洋戦争の終結により作戦は中止され生き延びた。母はスイス人であり、のちにアメリカ市民権を取得した。そのため、ズムワルト家では、スイスの建国記念日になると毎年スイス国旗を掲げていた。
妻のアン・カンバラは、広島にルーツを持つコロラド州出身の日系アメリカ人。ジェームスと同じく国務省で外交官を務めており、ともに駐日大使館に勤務した際に知り合って結婚した。アンは結婚後も国務省に勤務しており、東京アメリカンセンター館長などを歴任している。なお、アンは自身の氏名の日本語表記には片仮名を使用しているが、漢字表記での姓は「神原」である。

## 略歴
- 1973年 - 駒場東邦高等学校留学。

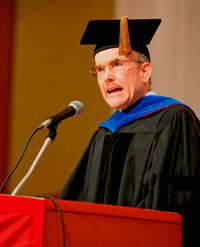
2009年6月、テンプル大学卒業式にて

- 1979年 - カリフォルニア大学バークレー校卒業。
- 1981年 - 在ザイールアメリカ合衆国大使館経済担当官。
- 1983年 - 在神戸アメリカ合衆国領事館副領事。
- 1989年 - 駐日アメリカ合衆国大使館経済担当官。
- 1998年 - 国防大学修了。
- 1999年 - 在中華人民共和国アメリカ合衆国大使館公使（経済担当）。
- 2002年 - 駐日アメリカ合衆国大使館参事官（経済担当）。
- 2004年 - 駐日アメリカ合衆国大使館公使（経済担当）。
- 2006年 - 国務省東アジア・太平洋局日本部部長。
- 2008年 - 駐日アメリカ合衆国大使館首席公使。
- 2009年 - 駐日アメリカ合衆国臨時代理大使。
- 2009年 - 駐日アメリカ合衆国大使館首席公使。
- 2011年 - 国務省次官補代理（東アジア・太平洋担当）。
- 2019年 - 旭日中綬章受章[42]。

## 関連人物
- 小林興起
- コンドリーザ・ライス
- ジョン・トーマス・シーファー
- ジョン・ルース
- ハワード・H・ベーカー・ジュニア
- 宮内義彦